# 5ive
5ive는 잉글랜드의 보이 밴드이다.